# Awi Dichter
Awi Dichter (hebr. אבי דיכטר, ur. 4 grudnia 1952) – izraelski polityk, były szef Szabaku, minister bezpieczeństwa wewnętrznego w latach 2006–2009, poseł do Knesetu 2006 – 2012 oraz od 2015. Od 2022 minister rolnictwa. Członek partii Kadima, a następnie Likudu.

## Życiorys
Urodził się w Aszkelonie, był członkiem Ha-Szomer Ha-Cair. W czasie służby wojskowej służył w elitarnym oddziale antyterrorystycznym Sajjeret Matkal. Znany z tego, iż w tym czasie odmówił swojemu ówczesnemu dowódcy Ehudowi Barakowi uczestniczenia w kursie dla oficerów (co zaskutkowałoby przeniesieniem go z linii frontu w bardziej bezpieczne miejsce). Otrzymał najwyższe izraelskie odznaczenie wojskowe za uratowanie swojego oddziału za liniami wroga.
Po zakończeniu służby w armii wstąpił do Szabaku, gdzie m.in. uczył się języka arabskiego. W 1992 roku został szefem południowego sektora Szabaku. W tym czasie zlikwidowano głównego konstruktora bomb Hamasu, Jahję Ajjasza. W 1996 roku, po zabójstwie Icchaka Rabina, Dichter został szefem oddziału ochrony Szabaku, a w 1999 roku został mianowany zastępcą dowódcy Szabaku.
W 2000 roku został mianowany przez swojego byłego dowódcę, Ehuda Baraka, dyrektorem Szabaku. Działo się to podczas tzw. intifady Al-Aksa. Dichter był zdecydowanym zwolennikiem likwidowania kolejnych przywódców organizacji terrorystycznych za pomocą rakietowych uderzeń ze śmigłowców. Był też jednym z głównych pomysłodawców wybudowania bariery odgradzającej Izrael od Zachodniego Brzegu.
15 maja 2005 roku Dichter zakończył swoją pięcioletnią kadencję na stanowisku szefa Szabaku. Jego miejsce zajął jego zastępca, Juwal Diskin. Pojawiły się przypuszczenia, iż nie został na drugą kadencję, ponieważ sprzeciwiał się planom premiera Ariela Szarona wycofania żydowskich osadników ze Strefy Gazy. Jednak po powrocie z trzymiesięcznego pobytu w USA, Dichter poparł plan Szarona i oświadczył iż przyłącza się do jego nowo powstałego ugrupowania, Kadimy. Został wybrany do Knesetu w wyborach z 28 marca 2006 roku, a 4 maja 2006 roku otrzymał tekę ministra bezpieczeństwa wewnętrznego w rządzie Ehuda Olmerta.
16 sierpnia 2012 zrezygnował z zasiadanie w Knesecie, mandat objął po nim Ahmad Zabbah.
Do Knesetu powrócił po wyborach w 2015. W kwietniu 2019 uzyskał reelekcję.
29 grudnia 2022 został ministrem rolnictwa w trzydziestym siódmym rządzie Izraela.